# 交響曲第2番 (リヒャルト・シュトラウス)
交響曲第2番 ヘ短調 作品12は、リヒャルト・シュトラウスが1883年から1884年にかけて作曲した交響曲。全曲を通して演奏するのに約42分を要する。

## 概要

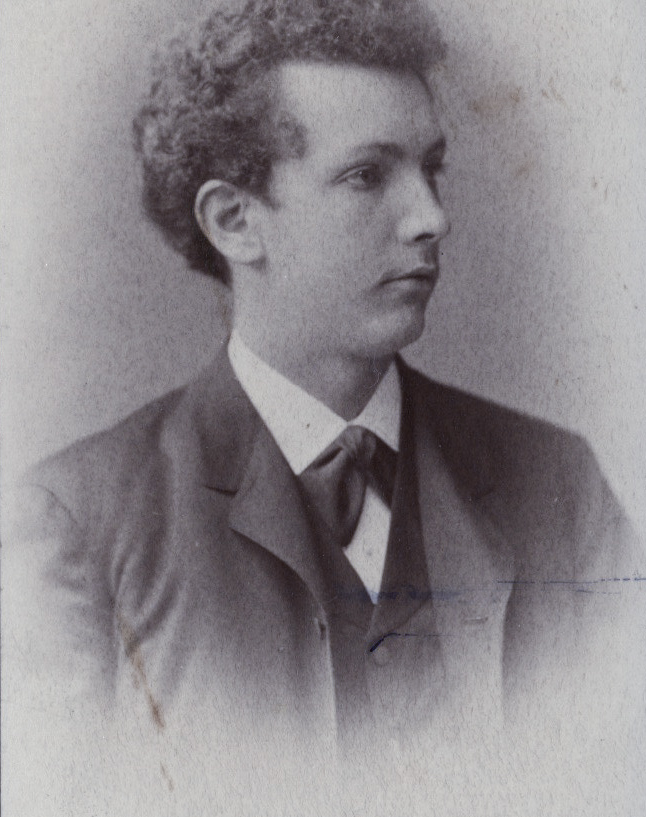
《ヘ短調交響曲》初演から2年後（1886年）のリヒャルト・シュトラウス

1880年の《交響曲第1番 ニ短調》AV.69が未出版のままで実質的に忘れられていることから、《第2番》が番号なしで単に《交響曲ヘ短調》と呼ばれる場合もある。作品目録ではTrV.126や、Hanstein A.I.2.といった番号が添えられることがある一方、ミュラー・フォン・アゾフが編集した作品一覧では、編集者独自の整理番号は付けられていない。
まだ青年期の作品であるため、強烈な独創性を発揮するには及んでいないが、楽曲の構成や展開、楽想の処理に習作めいた未熟さは微塵もなく、バランスのとれた楽器配置は、来たるべき管弦楽法の巨匠の姿を予告している。また、ベートーヴェンを筆頭とする19世紀ドイツ・オーストリアの交響曲作家の伝統（メンデルスゾーン、シューマン、ラフ、ブルックナー、ブラームス、ドヴォルザーク）を折衷的に統合しながら、自身の進むべき先を見出そうとする気概も感じさせる。

## 楽器編成
フルート2、オーボエ2、クラリネット（変ロ管）2、ファゴット2、ホルン4、トランペット2、トロンボーン3、チューバ1、ティンパニ、弦五部による標準的な2管編成が採られている。

## 楽曲構成
通常の4楽章で構成されているが、スケルツォ楽章と緩徐楽章の位置が逆転した、ベートーヴェンの《第9交響曲》と同じ楽章配置が採られており、第1、第4楽章の展開部ではベートーヴェン中期（いわゆる「傑作の森」の時期）からのオマージュが垣間見られる。なお、第1楽章の速度記号は《第9交響曲》と全く同じである。
第1楽章 Allegro ma non troppo, un poco maestoso （ヘ短調、2/4拍子）
3つの主題によるソナタ形式の急速楽章である。下降音形によるクラリネットとファゴットの導入によって開始され、第1主題はクラリネットとチェロの伴奏に合わせて、第1ヴァイオリンとヴィオラにより提示される。なお、第139小節 - 第143小節（半音階的に変化しながら順次進行する下降線）は、《交響曲第7番》の緩徐楽章に、第193小節 - 第199小節（単一の不協和音をトゥッティで繰り返し連打）は、《「英雄」交響曲》第1楽章の展開部にそれぞれ由来している。最後は静かに終結する。
第2楽章 Scherzo：Presto （変イ長調、3/4拍子）、トリオ（ハ短調）
ぼかされた調性感（変位和音や慌ただしい転調）や、金管楽器の活躍、軽快で神秘的なテクスチュアによっていかにもブルックナー風に開始する。ところどころで「3小節を一つのリズムとみなして（ritmo di tre battute）」、「2小節を一つのリズムとみなして（ritmo di due battute）」という指示が出るため、拍子は変化していないにもかかわらず変拍子のような効果が与えられる。一方で重厚でしめやかなトリオ（中間部）は、ブラームスばりに低音域や中音域を強調している。コーダでトリオ主題が変イ長調で回想され、簡潔な締め括りに至る。
第3楽章 Andante cantabile （ハ長調、3/8拍子）
音による詩的な風景画というべき幻想的な内容を持ち、とりわけドヴォルザークの交響曲の歌謡楽章を連想させる。纏綿たる抒情が繰り広げられる中、第1楽章から取られた金管楽器のモチーフが移行部を割り込んでいく。
第4楽章 Finale：Allegro assai molto apassionato （ヘ短調―ヘ長調、2分の2拍子）
第1主題は、「トレモロに伴奏されて上昇してゆく、激した低音楽器の旋律であり、非常にブルックナー風に響く」。結末に近付くと、練習番号にしてTとUのほぼ中間地点で、先行3楽章の回想が行われる。ブルックナーの1873年版の《「ワーグナー」交響曲》もまた、終楽章の同様の箇所で先行楽章の主題を回想している。なお第346小節～第349小節（属和音の上の上昇モチーフを繰り返して激しさを増す方法）は、同じヘ短調の《エグモント序曲》に由来している。主題回想後はヘ長調に転じ、マエストーソからアレグロ・アッサイのコーダにより明るく締めくくる。

## 初演と評価
初演はセオドア・トマスの指揮により、1884年12月13日にニューヨーク・フィルハーモニー管弦楽団によって上演された。ヨーロッパ初演は作曲者自身の指揮により、1885年10月に行われ、同夜には自作のカデンツァにより、モーツァルトの《ピアノ協奏曲 第24番》のソロも演奏している。1887年にはライプツィヒ・ゲヴァントハウス管弦楽団を指揮して再演した。同年ミラノで指揮した際は、スケルツォ楽章が好評を呼んで2度繰り返さなければならなかった。
ヨハネス・ブラームスの当初の反応は、わずか2語「全く結構（ganz hübsch）」であったという。後にブラームスは、シュトラウス青年に「シューベルトの舞曲にきちんと目を通す」ように、また、「主題のちぐはぐさ」に用心するように奨めつつ、「リズム面で対比された1種類の三和音をたくさん積み上げていくやり方は、何の能もない」ことを、口を酸っぱくして助言した。
シュトラウスは自作をいくつか録音したが、本作の録音は遺さなかった。本作を録音した主要な指揮者に、ミヒャエル・ハラースやネーメ・ヤルヴィ、若杉弘の名が挙げられる。また、作曲家自身による2台ピアノ版も録音されている。

## 備考
- 《第2交響曲》とほぼ同時期の作品に、遅い作品番号を付けられた《演奏会用序曲ハ短調》作品80（1883年）がある。
- R.シュトラウスのその他の交響曲に、《家庭交響曲》と《アルプス交響曲》が存在するが、内容的にも実質的にも、《ツァラトゥストラはかく語りき》や《英雄の生涯》と同じく、巨大な単一楽章の交響詩と看做し得る。一方、初期の《イタリアから》は、「交響的幻想曲」と銘打たれているものの、楽章の規模・性格付けや、楽章間の配列と対比において、事実上の交響曲と呼んで差し支えない。
- ブルックナーもヘ短調の習作交響曲（俗に《交響曲 第00番》）を作曲している。